# パール・クノール合成
パール・クノール合成（パール・クノールごうせい、Paal–Knorr synthesis）とは、1,4-ジカルボニル化合物またはその合成等価体から五員環ヘテロ芳香族化合物を合成する化学反応のことである。
この方法は1884年にカール・パールとルートヴィヒ・クノールによりほぼ同時に独立に報告された
  。
1,4-ジカルボニル化合物を酸とともに加熱するとフランが生成する。反応機構は一方のカルボニル基がエノール化した後、そのヒドロキシ基がもう一方のカルボニル基に付加してヘミアセタールを形成し、さらに脱水反応を起こすというものである
。
反応をアンモニアもしくは第一級アミンを共存させて行なうと、カルボニル基にアミンが付加してエナミンとなるので、結果としてピロールが得られる。
また五硫化二リンやローソン試薬のようなカルボニル基をチオカルボニル基に変換する試薬を共存させるとチオフェンが得られる。
2-ヒドロキシケトンや2-メルカプトケトンのエステルを酢酸アンモニウム存在下に加熱すると、オキサゾールやチアゾールを合成することも可能である。
1,4-ジカルボニル化合物の等価体を使用する方法も数多く報告されている。
フランを電解酸化、あるいはメタノール中で臭素を酸化剤として反応させた後、水素化して得られる2,5-ジメトキシフランからピロールやチオフェンを合成できる。
ケタジンやO-ビニルオキシムを加熱すると二重結合の異性化の後、3,3-シグマトロピー転位が起こって1,4-ジカルボニル化合物のイミンが生成し、最終的にはピロールとなる。
これはフィッシャーのインドール合成と共通する反応機構である。
ハンチュのピロール合成やファイスト・ベナリーのフラン合成などでは、反応中間体として1,4-ジカルボニル化合物が生成し、それがこの反応により五員環ヘテロ芳香族化合物に変換されている。